# Fundo Internacional de Desenvolvimento Agrícola
O Fundo Internacional de Desenvolvimento Agrícola (FIDA) é uma agência da ONU sediada em Roma. Foi estabelecida em 1977, em resposta à fome no Sael, discutida na Conferência Mundial de Alimentação em 1974. Tem como missão permitir que populações rurais pobres em países em desenvolvimento superem a pobreza. Desde 1978, já forneceu mais de 23,2 bilhões de dólares em doações e empréstimos a juros baixos para projetos que beneficiaram cerca de 518 milhões de pessoas.